# Ellisella limbaughi
Ellisella limbaughi is een zachte koraalsoort uit de familie Ellisellidae. De koraalsoort komt uit het geslacht Ellisella. Ellisella limbaughi werd in 1960 voor het eerst wetenschappelijk beschreven door Bayer. 